# Aeroporti in Lituania
In Lituania vi sono 4 aeroporti internazionali e diversi aeroporti nazionali, tutti situati nelle principali città del Paese baltico.
Questo è l'elenco degli aeroporti in Lituania:
| Nome                                                        | Città                        | ICAO | IATA | Coordinate            |
| ----------------------------------------------------------- | ---------------------------- | ---- | ---- | --------------------- |
| Internazionali                                              |                              |      |      |                       |
| Aeroporto Internazionale di Kaunas                          | Kaunas                       | EYKA | KUN  | 54°57′50″N 24°05′05″E |
| Aeroporto Internazionale di Palanga                         | Palanga                      | EYPA | PLQ  | 55°58′24″N 21°05′38″E |
| Aeroporto Internazionale di Šiauliai (CIV/MIL)              | Šiauliai                     | EYSA | SQQ  | 55°53′38″N 23°23′42″E |
| Aeroporto Internazionale di Vilnius                         | Vilnius                      | EYVI | VNO  | 54°38′13″N 25°17′16″E |
| Nazionali                                                   |                              |      |      |                       |
| Aeroporto di Akmenė (Akmenė Aero Club)                      | Akmenė                       | EYNA |      | 56°14′34″N 22°43′58″E |
| Aeroporto di Alytus (Alytus Aero Club)                      | Alytus                       | EYAL |      | 54°24′47″N 24°03′25″E |
| Aeroporto di Barysiai (Aeroporto di Šiauliai) (CIV/MIL)     | Barysiai (presso Šiauliai)   | EYSB | HLJ  | 56°04′17″N 23°33′11″E |
| Aeroporto di Biržai (Biržai Aero Club)                      | Biržai                       | EYBI |      | 56°10′29″N 24°45′53″E |
| Aeroporto di Druskininkai                                   | Druskininkai                 | EYDR |      | 54°00′59″N 23°56′37″E |
| Aeroporto di Ignalina                                       | Ignalina                     | EYJB |      | 55°14′59″N 26°10′33″E |
| Aeroporto di Jurbarkas                                      | Jurbarkas                    | EYJB |      | 55°07′05″N 22°45′54″E |
| Aeroporto di Kartena (Klaipėda Glider Club)                 | Kartena (presso Klaipėda)    | EYKT |      | 55°55′13″N 21°34′02″E |
| Aeroporto Kaunas/Gamykla (Kaunas State Aviation Enterprise) | Kaunas                       | EYKG |      | 54°52′46″N 23°54′18″E |
| Aeroporto San Darius e San Girėnas                          | Kaunas                       | EYKS |      | 54°52′49″N 23°52′55″E |
| Base aerea di Kazlų Rūda (MIL)                              | Kazlų Rūda                   | EYKR |      | 54°48′20″N 23°31′59″E |
| Aeroporto di Kėdainiai                                      | Kėdainiai                    | EYKD |      | 55°18′42″N 23°57′12″E |
| Aeroporto di Klaipėda                                       | Klaipėda                     | EYKL | KLJ  | 55°42′43″N 21°14′34″E |
| Aerodromo di Kyviškės (MIL)                                 | Kyviškės                     | EYVK |      | 54°40′05″N 25°30′56″E |
| Aeroporto di Molėtai (Molėtai Aero Club)                    | Molėtai                      | EYMO |      | 55°06′47″N 25°20′12″E |
| Aeroporto di Nemirseta                                      | Nemirseta                    | EYNE |      | 55°51′42″N 21°04′44″E |
| Aeroporto di Nida                                           | Nida                         | EYND |      | 55°19′40″N 21°02′44″E |
| Aeroporto di Paluknys (Vilnius Aero Club)                   | Paluknys (presso Vilnius)    | EYVP |      | 54°28′59″N 24°59′23″E |
| Aeroporto cittadino                                         | Panevėžys                    | EYPN |      | 55°42′32″N 24°20′43″E |
| Aeroporto Istra di Panevėžys (Aerodromas "Istra")           | Istra (presso Panevėžys)     | EYPI |      | 55°49′39″N 24°21′23″E |
| Base aerea di Panevėžys (Pajuostis)                         | Panevėžys                    | EYPP | PNV  | 55°43′48″N 24°27′36″E |
| Aeroporto di Pikeliškės                                     | Pikeliškės                   | EYPK |      |                       |
| Aeroporto di Pociūnai (Kaunas Parachute Club)               | Pociūnai (presso Kaunas)     | EYPR |      | 54°39′13″N 24°03′26″E |
| Aeroporto di Rojūnai                                        | Rojūnai                      | EYRO |      | 55°36′40″N 24°13′03″E |
| Aeroporto di Rokiškis                                       | Rokiškis                     | EYRK |      | 55°58′19″N 25°36′15″E |
| Aeroporto di Rūdiškės                                       | Rūdiškės                     | EYRD |      | 54°29′49″N 23°43′06″E |
| Aeroporto di Rukla (Jonava)                                 | Rukla (presso Jonava)        | EYRU |      | 55°00′36″N 24°21′48″E |
| Aeroporto di Sasnava (Marijampole Aero Club)                | Sasnava                      | EYMM |      | 54°39′44″N 23°27′08″E |
| Aeroporto di Šeduva (Šiauliai Aero Club)                    | Šeduva (presso Šiauliai)     | EYSE |      | 55°44′42″N 23°48′31″E |
| Aeroporto di Šilutė (MIL)                                   | Šilutė                       | EYSI |      | 55°20′13″N 21°31′50″E |
| Aeroporto di Tauragė (Tauragė Aero Club)                    | Tauragė                      | EYTR |      | 55°13′54″N 22°09′01″E |
| Aeroporto di Telšiai (Telšiai Aero Club)                    | Telšiai                      | EYTL |      | 55°59′15″N 22°17′33″E |
| Aeroporto di Tirkšliai (Mažeikiai Aviation Sport Club)      | Tirkšliai (presso Mažeikiai) | EYMA |      | 56°13′43″N 22°15′17″E |
| Aeroporto di Utena (Utena Aero Club)                        | Utena                        | EYUT |      | 55°29′21″N 25°43′06″E |
| Aeroporto di Zarasai (Zarasai Aero Club)                    | Zarasai                      | EYZA |      | 55°45′09″N 26°15′25″E |
| Aeroporto di Žėkiškės                                       | Žėkiškės                     | EYZE |      |                       |